# 朱遜煓
代戾王朱遜煓（1393年—1418年），明朝第一代代王——代簡王朱桂的世子，母徐妃，徐达外孙（亦明仁宗的堂弟和姨表弟）。
他於永樂二年（1404年）封代世子。當了14年的世子，经常遭到父王的排挤。在永樂十六年（1418年）薨逝，以不能和父亲和睦相处为由，諡悼戾世子。長子代隱王朱仕㙻嗣位代王後，追封朱遜煓为代戾王。
代戾王妃胡氏，中兵马指挥使胡升之女，永乐十年（1412年）六月册为代世子妃。

## 子女
1. 代隱王 朱仕㙻，黄夫人所生
2. 昌化溫憲王 朱仕墰，黄夫人所生
3. 马邑县主，仪宾杨真